# Ordre du Cygne

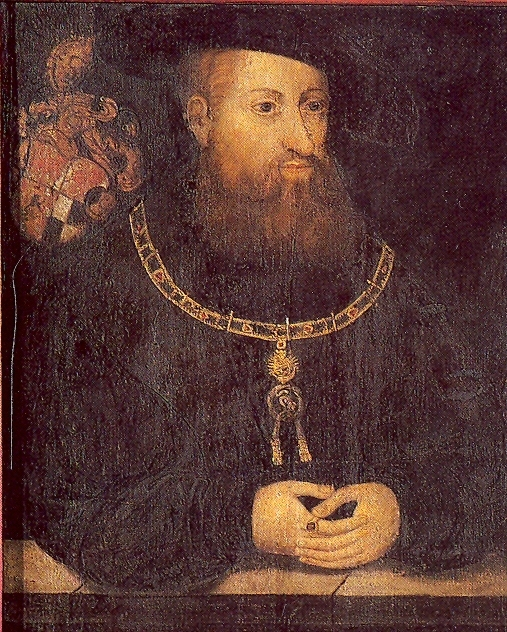
Portrait de Casimir, margrave de Brandebourg-Kulmbach, avec le collier de l'ordre du Cygne

L'ordre du Cygne en 1440.

L'ordre du Cygne est un ordre fondé en 1440 (statuts du 15 août 1443) par l'électeur de Brandebourg Frédéric II, renouvelé en 1843 par le roi de Prusse. C'est une association charitable destinée au soulagement des malades ; le roi en est le grand maître. La devise est : « Gott mit uns » (Dieu avec nous) ; les chevaliers ont un collier d'or. La distinction se confère aussi aux femmes.  